# نشان انقلاب اسلامی
نشان انقلاب اسلامی عالی‌ترین نشان از نشان‌های افتخار در نظام جمهوری اسلامی است که توسط هیأت وزیران در ۳۰ آبان ۱۳۶۹ بنیانگذاری شده است. براساس ماده ۲ آیین‌نامه اعطای نشان‌های دولتی، از این نشان برای هر دوره ریاست جمهوری یک عدد است و در مراسم تنفیذ حکم ریاست‌جمهوری به رئیس‌جمهور ایران اهدا می‌شود.

## دریافت‌کنندگان
- سید محمد خاتمی (۱۳۷۶)
- محمود احمدی‌نژاد (۱۳۸۴)
- حسن روحانی (۱۳۹۲)
- سید ابراهیم رئیسی (۱۴۰۰)
- مسعود پزشکیان  (۱۴۰۳)